# Aki Jones
Aki Jones (ur. 25 października 1982 w  Nowym Jorku, zm. 12 października 2014 w Miami) – amerykański futbolista. Zginął w wypadku samochodowym w Miami.

## Kariera

### Kariera sportowa
W 2005 roku podpisał 3 letni kontrakt z drużyną NFL Washington Redskins, jako niewybrany w drafcie „wolny” zawodnik pod koniec Draftu 2005.
W sezonie NFL 2005 pojawił się na boisku, czterokrotnie, był to jego jedyny sezon w NFL.
Po epizodzie w NFL, zawodnik trafił do Polski w 2009 gdzie grał w drużynie The Crew Wrocław a następnie po incydencie rasistowskim w Warsaw Eagles.
O rasizm w drużynie The Crew Wrocław oskarżył ówczesnego prezesa (oraz rzecznika dolnośląskiej Platformy Obywatelskiej) Marcina Wyszkowskiego, który został ukarany przez Polską Ligę Futbolu Amerykańskiego za zachowania rasistowskie. Jones oskarżył Wyszkowskiego m.in. o wypowiedzenie słów „czarnuchy to zwierzęta”. Oskarżenia potwierdził inny zawodnik Lance Burns a także w swoich oświadczeniach Tylera Vorhiesa i Daviego Johnsona. Komisja dyscyplinarna PLFA ukarała Wyszkowskiego zakazem pełnienia obowiązków, grzywną (wpłaconą na konto PLFA i przekazaną na rzecz Stowarzyszenia „Nigdy więcej”) oraz obowiązkiem wykupienia w prasie przeprosin. Pełnomocnik rządu do spraw równego traktowania – Elżbieta Radziszewska w oficjalnym liście podziękowała PLFA za szybką i właściwą reakcję na bulwersujące wydarzenie.
W Polsce Jones prowadził również projekt „SuperFlagBol”, w ramach którego uczniowie Wrocławskich szkół mogli spróbować swoich sił w bezkontaktowej, flagowej odmianie futbolu amerykańskiego.
Aki Jones grał również w Szwecji, Finlandii oraz Brazylii.

### Kariera aktorska
Aki Jones wystąpił w polskim filmie „Wojna żeńsko-męska”, gdzie odegrał krótką rolę.